# Vinzenz Billig
Vinzenz Billig (* 2. April 1777 in Teschen; † 24. September 1832 in Wien) war von 1831 bis 1832 Apostolischer Feldvikar der k.u.k. Armee.

## Leben
Billig wurde im Jahr 1800 zum Priester geweiht und war ab 1803 Feldkaplan beim Infanterie-Regiment Nr. 7. Als solcher erlebte er die Schlachten von Caldiero (1805) und Hausen (1809) mit und wurde für seine Verdienste mit dem silbernen geistlichen Verdienstkreuz ausgezeichnet.
1809 wurde Billig zur k.k. Arcièren-Leibgarde als Gardekaplan versetzt und 1814 zum Feldsuperior und Ehrendomherrn des Kathedralkapitels in Seckau ernannt.
1827 wurde er zum Feldkonsistorialdirektor ernannt und folgte am 28. Februar 1831 dem verstorbenen Apostolischen Feldvikar Josef Alois Schachtner nach. Zugleich wurde er durch Kaiser Franz I. zum Titularabt von Lébény (Ungarn) ernannt.